# 托曼德爾冰原島峰
76°49′S 144°57′W / 76.817°S 144.950°W
托曼德爾冰原島峰（英語：Tomandl Nunatak）是南極洲的冰原島峰，位於瑪麗伯德地的克雷瓦塞山谷冰川南岸，處於斯坦克利夫山以東13公里，屬於福特山脈的一部分，美國地質調查局根據測量和該國海軍的空中照片繪入地圖，現時由南極條約體系管理。